# Ross Geller
Ross Eustace Geller (18 oktober 1967) is een personage uit de televisieserie Friends, gespeeld door David Schwimmer.

## Beschrijving
Ross Geller is de broer van Monica Geller, gespeeld door Courteney Cox. Ross heeft net als zijn zus neurotische trekken. Hij spreekt ieder woord overduidelijk uit, maakt zich ontzettend druk over kleine dingen en is geen ster in relaties. Hij is drie keer getrouwd geweest (met Carol Willick, Emily Waltham en Rachel Green) en ook drie keer gescheiden:
- Van Carol scheidde Ross omdat ze lesbisch bleek te zijn en een relatie met een andere vrouw begon. Ross en Carol scheidden op goede voet en ze houden omwille van hun zoon Ben intensief contact met elkaar. Ross heeft een enorme hekel aan Carols vriendin Susan en zij ook aan hem. Hun verhouding verbeterde nadat Ross Carol aanraadde haar huwelijk met Susan door te zetten, ondanks de tegenwerking van haar ouders.
- Het huwelijk met Emily liep al mis bij het altaar toen hij per ongeluk Rachels naam zei. Ross probeerde het huwelijk te redden, maar besloot er toch een punt achter te zetten. Emily zei namelijk dat hij neurotische trekken begon te vertonen en stelde als voorwaarde voor het huwelijk dat hij het contact met Rachel moest verbreken.
- Ross trouwde in een dronken bui met Rachel in Las Vegas. Uiteraard scheidden ze vervolgens weer. Eerst wou hij een nietigverklaring regelen, die hij niet regelde, maar het wel zo vertelde aan Rachel. Rachel komt hier achter en vult kwaad een formulier fout in. Hierdoor kunnen ze geen nietigverklaring krijgen en moeten ze scheiden. Zo heeft hij  drie scheidingen achter de rug.

Uit het huwelijk met Carol Willick houdt hij een zoontje over genaamd Ben. Met Rachel krijgt hij een dochtertje, Emma. Ross en Rachel waren ten tijde van Emma's geboorte niet met elkaar getrouwd.
Omdat Ross niet zo'n ster is in relaties heeft hij een bijnaam voor zichzelf bedacht: "Ross The Divorce Force". Een aantal personen met wie Ross een relatie had:
- Julie — Ze werd door Ross aan de kant gezet voor Rachel. Julie kreeg vervolgens een relatie met Russ, de date van Rachel: ze werden op slag verliefd op elkaar.
- Elizabeth — Ze is een van Ross' studentes die tien jaar jonger is dan hij. De relatie is al vanaf het begin gedoemd tot mislukken, doordat haar vader Paul (Bruce Willis) Ross niet vertrouwt, en omdat Ross zelf eigenlijk een beetje bang is voor Paul. Wanneer hij zich uiteindelijk realiseert dat Elizabeth vanwege het leeftijdsverschil andere interesses heeft dan hij, beëindigt hij de relatie.
- Mona — Ross leerde haar kennen op het huwelijk van Chandler en Monica. Ze verbreekt de relatie omdat Ross Rachel bij hem laat inwonen en dit voor Mona verzwijgt. Rachel is op dat moment zwanger van Ross.
- Professor Charlotte (Charlie) Wheeler — Charlie had hiervoor een relatie met Joey. Haar relatie met Ross loopt niet soepel, omdat hij het niet kan verwerken dat Rachel en Joey rond die tijd een stelletje zijn. Ross bedrinkt zich bovendien voor haar ogen. Uiteindelijk heeft Charlie toch meer gevoelens voor haar ex, Benjamin.

Ross heeft een knipperlichtrelatie met Rachel, waar hun dochtertje Emma mede het resultaat van is. Al op de middelbare school was Ross smoorverliefd op Rachel, die hem toen niet zag staan. Uit frustratie begon hij toen een "I hate Rachel Green"-club met zijn klasgenoot Will (een personage dat slechts in één aflevering voorkwam, gespeeld door Brad Pitt). Ross en Rachel beginnen telkens een relatie en maken het ook meerdere keren uit:
- De eerste keer omdat Rachel erachter komt dat Ross een lijst opstelde waarop hij haar vergeleek met Julie. De relatie duurde net een dag.
- De tweede keer omdat Ross — verdrietig dat Rachel een pauze in de relatie heeft ingelast of zelfs de relatie met hem wil beëindigen — met het 'Xerox-meisje' slaapt. Later verdedigt Ross dit met het telkens terugkerende argument We were on a break wat de actrice later bekende.
- De derde keer omdat Ross weigert verantwoordelijkheid te accepteren voor wat er misging in de relatie, met name het slapen met het 'Xerox-meisje' wat Rachel opvatte als vreemdgaan, terwijl zij het met hem had gepauzeerd.

De latente gevoelens tussen de twee lopen als een rode draad door de serie, en resulteren er uiteindelijk in dat ze in de laatste aflevering weer bij elkaar komen.
Ross is paleontoloog en heeft een doctorstitel. Eerst werkt hij in een museum en later als docent aan de New York University. Hij is bezeten van zijn werk en praat er graag over. Zijn vrienden vinden zijn beroep duidelijk minder interessant. Zijn intelligentie werkt door in zijn hypercorrecte taalgebruik en het feit dat hij vaak niet goed uit zijn woorden komt omdat hij over alles nadenkt. Ross was als kind meer geïnteresseerd in lezen en wetenschap dan in spelen met andere kinderen, dit leidde soms tot conflicten met zijn vader en onzekerheid over zijn eigen mannelijkheid. Verder is Ross erg zuinig: hij neemt altijd alle gratis dingen uit hotels mee (tot de Bijbel toe, ondanks zijn Joodse geloof), en wil geen geld aan loterijen uitgeven. Dat weerhoudt hem er niet van soms impulsieve aankopen te doen waar hij later weer spijt van krijgt, zoals een leren broek of een patserige cabrio.
Met Phoebe heeft Ross een merkwaardige relatie: ze heeft hem op haar veertiende beroofd, maar aan de andere kant heeft Phoebe grote bewondering voor zijn artistieke 'talenten' (de strip Science Boy, zijn spel op het keyboard en op de doedelzak). Ook botsen Ross' wetenschappelijke denkbeelden en Phoebe's ideeën die vooral op geloof en dromen zijn gebaseerd, regelmatig met elkaar. Ross staat, in tegenstelling tot zijn zus Monica, in een gunstig daglicht bij zijn ouders. Ross is het lieverdje en het genie van het gezin. Dit zorgt nog weleens voor de frustraties tussen broer en zus. Chandler is Ross' oudste en beste vriend; ze hebben samen op college gezeten waar ze beiden even onsuccesvol waren bij de meisjes. 
Ross is een van de kleurrijkste karakters in de serie. Mede door zijn scheidingen en relaties, maar ook door zijn gedrevenheid om altijd het beste te doen voor zowel zijn werk als zijn relaties. Ross is op een bepaalde manier aandoenlijk en zijn rol roept compassie op bij de kijkers. Ook noemt 46% van de Amerikaanse kijkers hem, naar onderzoek van NBC, de mooiste mannelijke acteur uit Friends.

## Trivia
- Enige tijd had Ross als huisdier een kapucijnaap genaamd Marcel. Hij moest het aapje aan de dierentuin van San Diego afstaan. Reden daartoe was dat Marcel constant het meubilair bereed en omdat de dierenarts voorspelde dat dit seksuele gedrag zou ontaarden in vernielzucht. Marcel werd daarna doorverkocht aan een studio, en speelde mee in het (fictieve) vervolg op de film Outbreak.
- De reden waarom het huwelijk van Ross en Emily mislukte, was omdat de actrice die Emily speelde (Helen Baxendale), zwanger was. Eerst gebruikten ze een korset om de zwangerschap te verbergen, daarna lieten ze haar alleen maar zien vanaf haar nek.
- Er was voor Ross en Julie een break-upscène geschreven, maar de schrijvers schrapten deze scène omdat het hart van de kijkers dan meer bij Ross en Julie zou zijn dan bij Ross en Rachel.
- De arts die de baby van Ross en Carol ter wereld brengt, is Jonathan Silverman, de beste vriend van David Schwimmer.
- Ross heeft met vier van de anderen gezoend: 
  - uiteraard met Rachel
  - met Phoebe toen hij van Carol ging scheiden en ze hem wilde troosten
  - met Joey bij wijze van 'oefening' voor hem, toen deze voor een rol waarin hij een man moest zoenen auditie moest doen
  - zelfs op de universiteit per ongeluk met zijn eigen zus Monica toen deze uitgeteld in zijn bed lag en hij in het donker dacht dat ze Rachel was

Bedenkers: Marta Kauffman · David Crane 

Friends: Rachel Green (Jennifer Aniston) · Monica Geller (Courteney Cox) · Ross Geller (David Schwimmer) · Phoebe Buffay (Lisa Kudrow) · Chandler Bing (Matthew Perry) · Joey Tribbiani (Matt LeBlanc)

Nevenpersonages: Gunther (James Michael Tyler) · Janice Litman-Goralnick (Maggie Wheeler) · Mike Hannigan (Paul Rudd) · Ben Geller (Cole Sprouse) · Jack Geller (Elliott Gould) · Judy Geller (Christina Pickles)

Titelsong: The Rembrandts - I'll Be There for You 

Spin-off: Joey (afleveringen)

Overig: Central Perk · gastrollen · afleveringen